# Aeroporto Internacional de Guiyang Longdongbao
O Aeroporto Internacional de Guiyang Longdongbao é um aeroporto em Guiyang, Guizhou, China. O moderno terminal de passageiros do aeroporto inclui 12 portões e uma grande área para compra de suvenires locais.

## Linhas Aéreas e Destinos
| Companhias                | Destinos |  |
| ------------------------- | --- |  |
| Air China                 | Beijing-Capital, Chengdu, Fuzhou, Guangzhou, Haikou, Hangzhou, Kunming, Sanya, Shanghai-Hongqiao, Shenzhen, Xiamen                        |  |
| China Eastern Airlines    | Changsha, Kunming, Nanchang, Shanghai-Hongqiao                                                                                            |  |
| China Express Airlines    | Liping City, Nanning, Luzhou, Tongren, Xingyi, Zhanjiang                                                                                  |  |
| China Southern Airlines   | Beijing-Capital, Changsha, Chengdu, Chongqing, Guangzhou, Kunming, Nanjing, Shanghai-Hongqiao, Shenzhen, Taipei-Taoyuan, Wuhan, Zhengzhou |  |
| Hainan Airlines           | Beijing-Capital, Guangzhou, Haikou, Nanning, Sanya, Xi'an                                                                                 |  |
| Hong Kong Express Airways | Hong Kong |  |
| Shanghai Airlines         | Shanghai-Hongqiao |  |
| Shenzhen Airlines         | Chongqing, Jinan, Nanjing, Sanya, Shenyang, Shenzhen, Zhengzhou                                                                           |  |
| Sichuan Airlines          | Chengdu, Chongqing, Tongren |  |
| United Eagle Airlines     | Chengdu |  |
| Xiamen Airlines           | Changsha, Guilin, Xiamen |  |